# Un mexicano más
Un mexicano más es un largometraje mexicano dirigido por René Cardona III estrenado el 12 de noviembre del 2010. Está basado en el libro homólogo de Juan Sánchez Andraka.
Se filmó en el municipio de Papalotla “pueblo con encanto”, Estado de México.

## Argumento
Antonio (Ricky Mergold), es un joven de 16 años de un pueblo de la provincia mexicana, vive el despertar de la conciencia con la intensidad de las contradicciones que le rodean; una religión dogmática, instituciones educativas mediocres, políticos corruptos y una sociedad estancada en el conformismo. Su vida cambia cuando al pueblo llega un joven maestro con el auténtico deseo de enseñar y de transmitir a los alumnos valores alejados del materialismo; una guía que los alienta a vivir con dignidad y a ser críticos con el mundo que les rodea.